# Horáreň Sokol

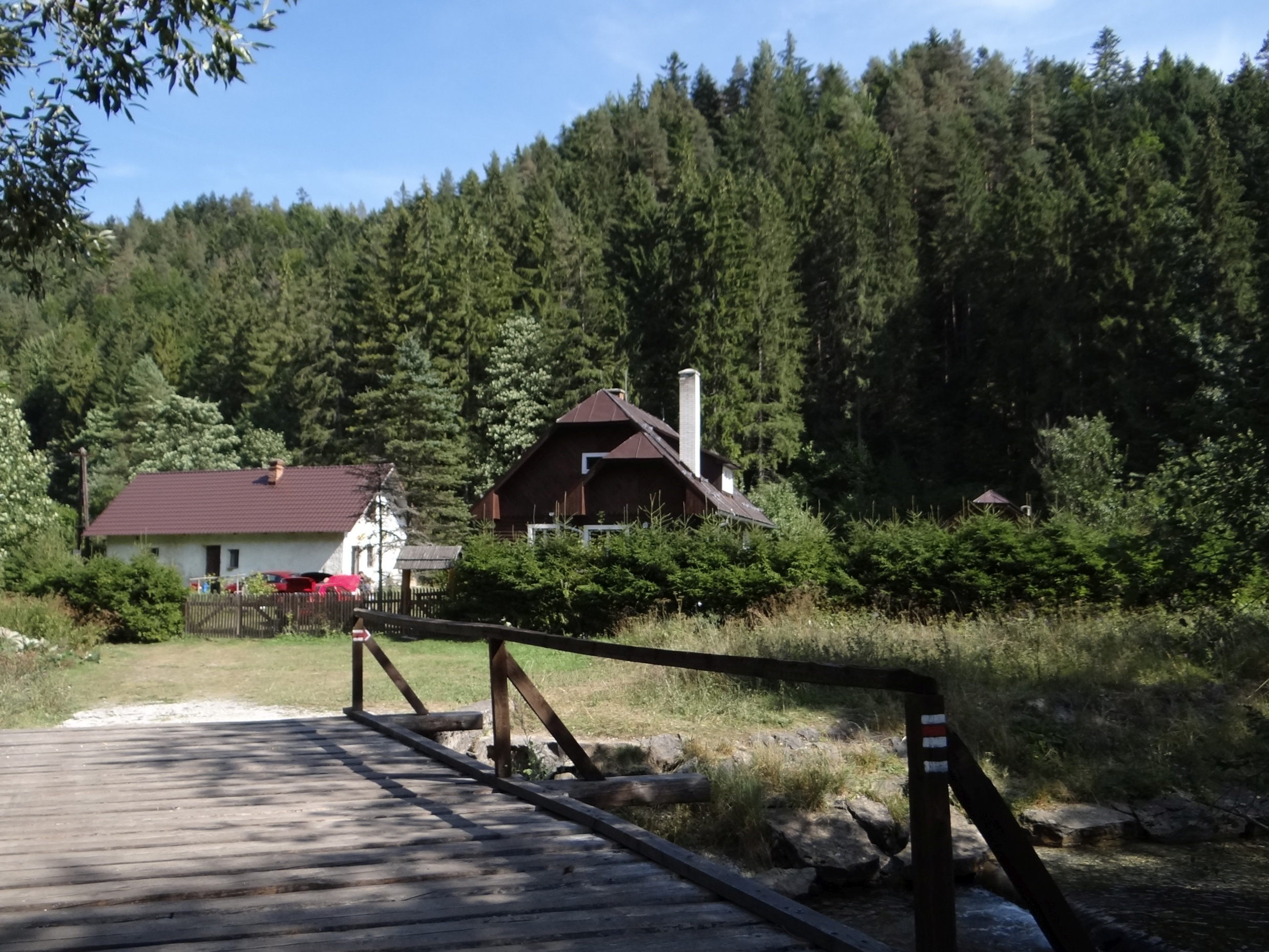
Leśniczówka Sokol

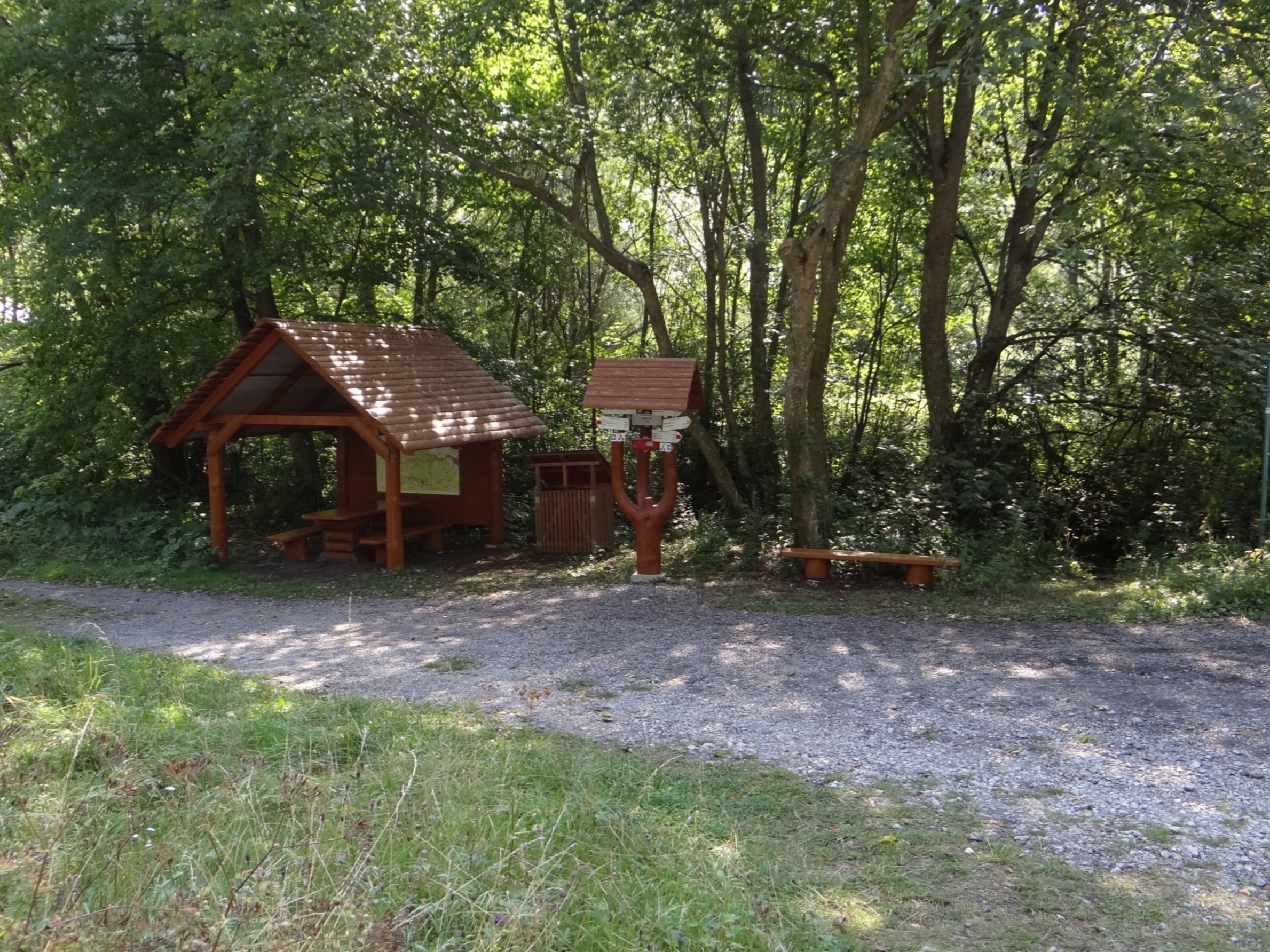
Początek szlaków turystycznych

Horáreň Sokol – miejsce w Słowackim Raju, przy którym rozpoczyna się szlak turystyczny doliną Veľký Sokol. Znajduje się przy drodze Hrabusice – Stratená i przy potoku Veľká Biela voda, w odległości około 5 km od Podlesoka. Obecnie jest tutaj tylko wiata dla turystów (przy drodze), a za potokiem leśniczówka i prywatna posesja oferująca noclegi dla turystów. Przy drodze brak parkingu i obowiązuje zakaz zatrzymywania się i postoju. Najbliższy parking jest w odległości około 2 km w osadzie o nazwie Hrabušice píla.
Horáreň Sokol w tłumaczeniu na język polski oznacza leśniczówkę Sokół. Zaczynający się tutaj żółty szlak turystyczny doliną Veľký Sokol jest jednokierunkowy. Można nim iść tylko w górę. Po jego przejściu można wrócić w to samo miejsce (Horáreň Sokol) innym, czerwonym szlakiem (ten jest dwukierunkowy).
Szlaki turystyczne
  Horáreň Sokol – Veľký Sokol – Glacká cestá. Czas przejścia 2.30 h
  Glacká cestá – rozdroże Glac bývalá horáreň – Malá poľana – horáreň Sokol. Czas przejścia 3 h
  Podlesok – Hrabušická Píla – Horáreň Sokol – Štvrtocká píla – przełęcz Kopanec – Stratená (Krivian). Czas przejścia: 4 h